# كفر حي
كفر حي، هي قرية لبنانية من قرى قضاء البترون في محافظة الشمال.
- المسافة من بيروت:67 كلم
- الارتفاع عن سطح البحر: 400 م
- القرى المحاذية: رشكيدا، بقسمايا، سورات، صلاح
- زراعات:التبغ، الزيتون، زيت الزيتون
- مصادر المياه: نبع الدالة، صربا وسلعا